# Wilhelm Asche (Schriftsteller)

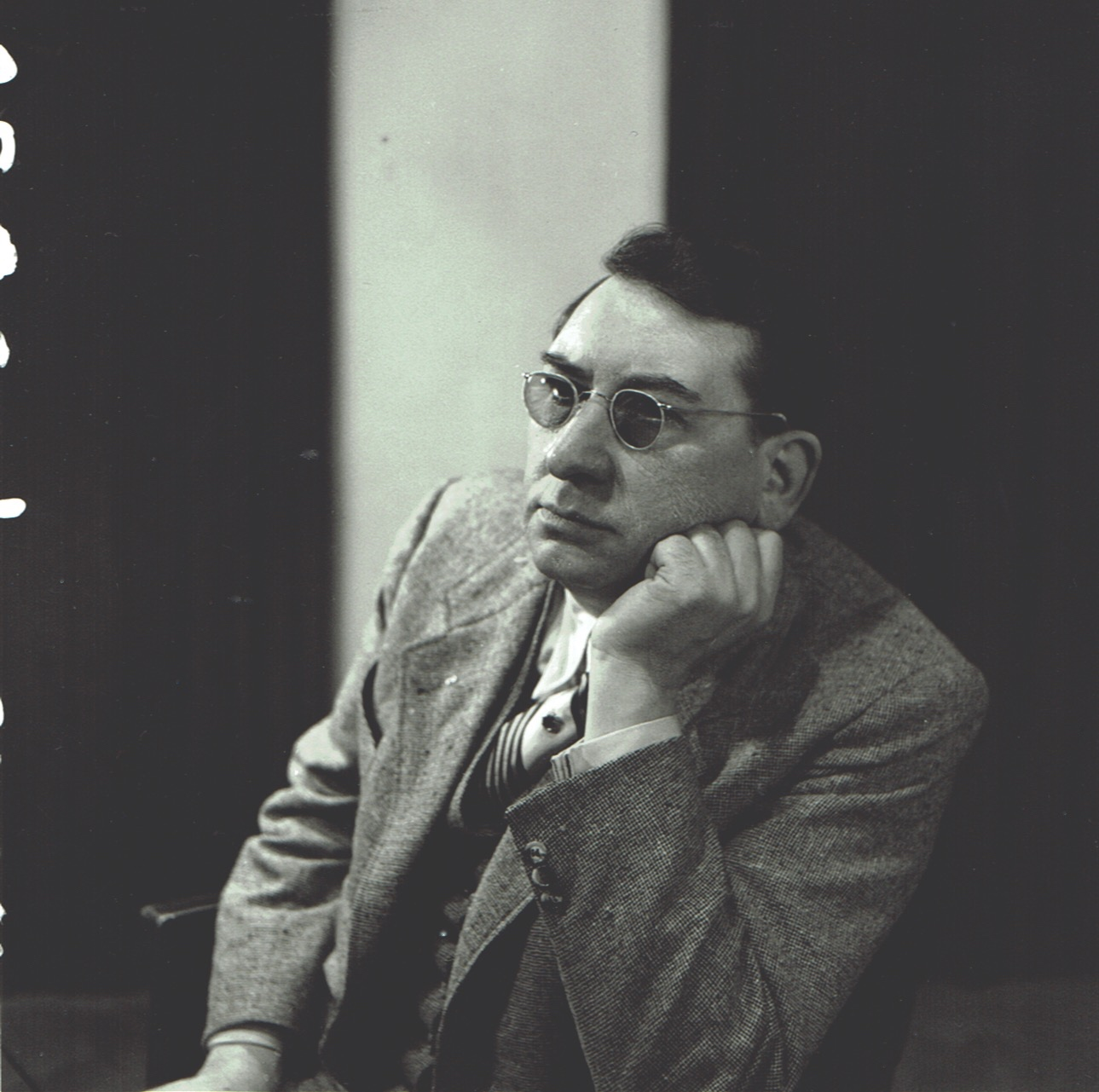
Wilhelm Asche, um 1935; in einer Aufnahme von Will Burgdorf

Wilhelm Asche (* 29. Juni 1882 in Fallingbostel; † 11. Juni 1955 in Tietlingen) war ein deutscher Landwirt und Saatzüchter, Komponist, Schriftsteller und Heimatdichter. Er stiftete den Tietlinger Wacholderhain als letzte Ruhestätte für den Heidedichter Hermann Löns und das Hermann-Löns-Denkmal.

## Leben
Wilhelm Asche übernahm nach dem Tod seines Vaters gemeinsam mit seinem Bruder August die 1876 gegründete Landesproduktengroßhandlung Asche. Sein Bruder kümmerte sich um den kaufmännischen Teil des Unternehmens, während Wilhelm Asche sich der Pflanzenzucht annahm. Bald erwarb er sich als Saatzüchter einen bedeutenden Ruf.
Asches interessierte sich privat vor allem für Literatur und Musik. Er verfasste zahlreiche Gedichte über die die Landschaft seiner Heimat, die Lüneburger Heide, für die er teilweise selbst die Melodien komponierte. Seine Lyrik wurde aber auch von anderen Komponisten vertont wie etwa Hans Dreyling oder Wilhelm Bein. Zwei Lieder Asches kamen auch als Schallplatte heraus.
Neben seinem lyrischen Werk publizierte Asche eine Reihe humoristischer Erzählungen, die sich mit den Menschen der Heidelandschaft beschäftigten. Zugleich sah er sich als Bewahrer des gesamten Dichter-Erbes der Heide, förderte insbesondere die plattdeutschen Sprache.

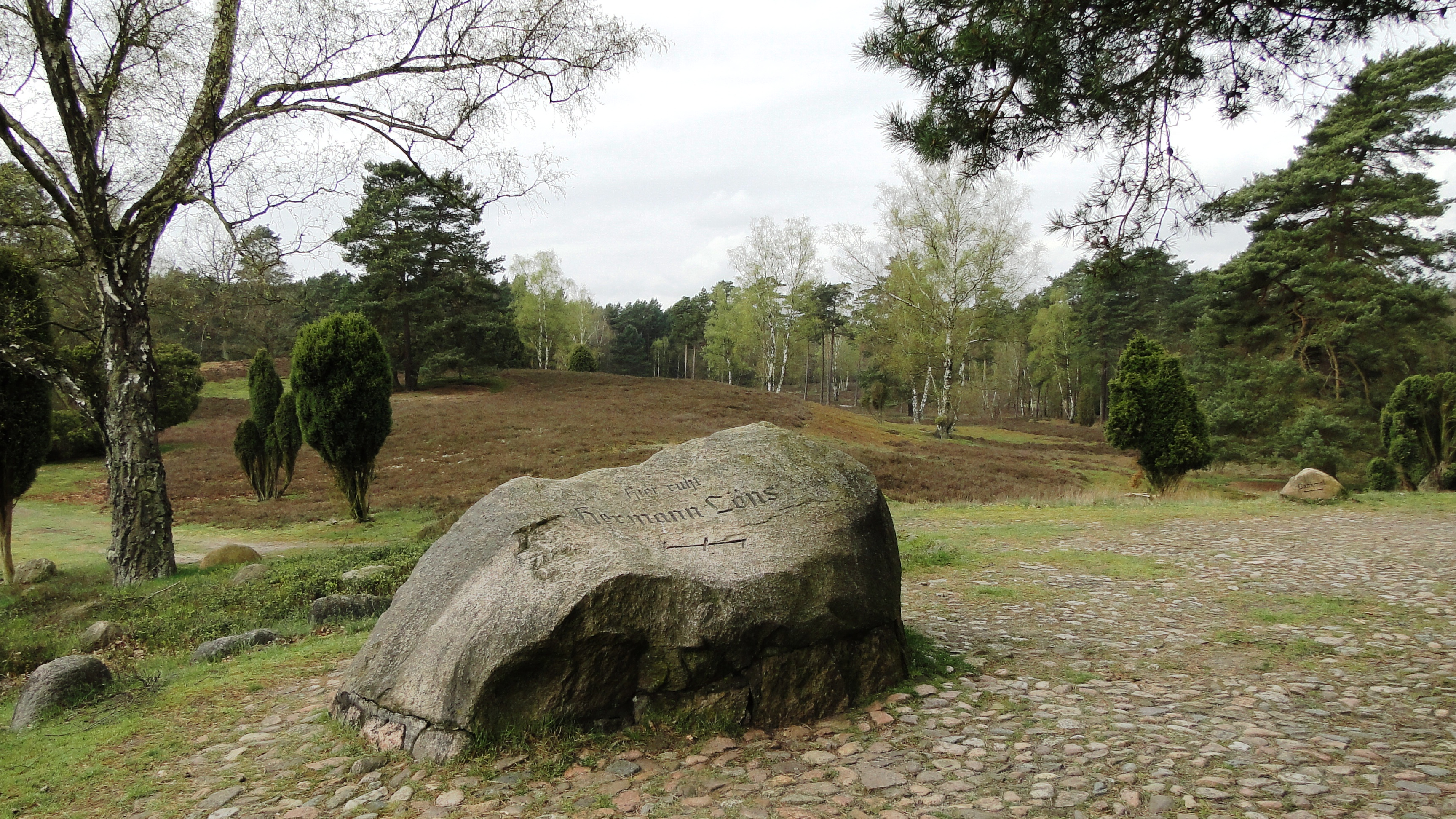
Löns-Grab unter einem Findling im Tietlinger Wacholderhain bei Walsrode

1929 stiftete Asche die Fläche für das Hermann-Löns-Denkmal und 1935 für den Tietlinger Wacholderhain.
Anlässlich der Verleihung der Stadtrechte für Asches Geburtsort Fallingbostel in der Nachkriegszeit komponierte er für die im April 1949 abgehaltene Festsitzung des Rates ein „Heimatlied“. Fünf Jahre später veröffentlichte er das von ihm gedichtete und komponierte Stück „Mein Fallingbostel“. Aus Asches Feder stammen aber auch Stücke wie „Mein Hannover“ oder „Mein Bad Pyrmont“.
Nach seinem Tod Mitte 1955 wurde Wilhelm Asche auf dem Hilligenberg im Tietlinger Wacholderhain nahe dem Löns-Grab bestattet.

## Glockenspiel in Fallingbostel
Eine der vier regelmäßig vom Turm des Bad Fallingbosteler Rathauses erklingenden Melodien stammt von Wilhelm Asche: Täglich um 11:45 Uhr gibt das Glockenspiel das von Asche gedichtete und vertonte Stück „Mein Fallingbostel“ wieder.

## Werke (Auswahl)
In niederdeutscher Sprache:
- Hein und Trien: En drullig Book, 192 Seiten, 1. Auflage, Hannover: Engelhard, 1927
- Hoch un platt – nu wähl di wat, 136 Seiten, Walsrode: Gronemann: 1936